# Asclepias albicans
Asclepias albicans es una especie de planta con flores perteneciente a la familia de las apocináceas.

## Descripción
Es un afilado arbusto erguido que alcanza normalmente de 1 a 3 metros de altura, pero se sabe de algunos de cuatro metros. Tienen las ramas desnudas son en su mayoría, los más jóvenes con recubrimiento de un residuo de cera y una fina capa de pelos lanosos. Las hojas son efímeras, crecen en verticilos de tres en la parte inferior de las ramas y se caen después de un corto tiempo. Tienen forma lineal y hasta 3 centímetros de largo.  La inflorescencia es una umbela que aparece en las puntas de las ramas y brotes largos de los lados en los nodos. La inflorescencia contiene muchas flores pequeñas de color púrpura verdoso, cada una con un conjunto de campanas bulbosa, y corolas recogidas atrás contra el tallo.  La planta puede florecer en cualquier época del año, excepto en verano. El fruto es un folículo grande, largo y grueso que cuelga en racimos de los nodos de las ramas.

## Distribución y hábitat
Es nativa de los desiertos de Mojave y de Sonora de California, Arizona y Baja California. 

## Taxonomía
Asclepias albicans fue descrita por Sereno Watson y publicado en Proceedings of the American Academy of Arts and Sciences 24: 59–60. 1889.
Etimología
Asclepias: nombre genérico que Carlos Linneo nombró en honor de Esculapio (dios griego de la medicina), por las muchas aplicaciones medicinales que tiene la planta.
albicans: epíteto latino que significa "blanquecino".